# Chiesa di San Michele (Giornico)
La chiesa di San Michele è un edificio religioso che si trova a Giornico, in Canton Ticino.

## Storia
La costruzione viene citata per la prima volta in documenti storici risalenti al 1210. Tuttavia l'edificio originario, eretto in stile romanico a tre navate, è stato nel corso dei secoli completamente rimpiazzato dalla chiesa visibile oggigiorno (dell'opera originaria resta soltanto il fonte battesimale, ora trasferito nella chiesa di San Nicolao. 
Nel 1339, con la creazione della parrocchia di Giornico per scorporamento dalla pieve di Biasca, la chiesa assunse la dignità di parrocchiale, con giurisdizione anche su Anzonico, Cavagnago e Sobrio.
Nel 1644 si procedette alla costruzione del coro; la navata attuale risale al 1787. Nel 1861 è stato eretto il campanile mentre nel corso del XX secolo è stata eliminata l'intonacatura esterna per lasciare in vista la pietra sottostante.

## Descrizione
La chiesa si presenta con una pianta ad unica navata contornata da quattro cappelle laterali; la copertura è a volta a botte lunettata. In una di queste cappelle trova posto un altare in legno del XVI secolo, opera in stile tardo gotico. 
Sulla cantoria in controfacciata, si trova l'organo a canne, costruito nel 1797 dai Fratelli Chiesa di Milano ed in seguito più volte restaurato. Lo strumento, a trasmissione integralmente meccanica, ha un'unica tastiera di 54 note con prima ottava cromatica estesa ed una pedaliera dritta di 24 note con prima ottava cromatica estesa.